# Episodi di Maison close - La casa del piacere (seconda stagione)
La seconda stagione della serie televisiva Maison close - La casa del piacere è stata trasmessa in prima visione in Francia dal 4 febbraio 2013 su Canal+.
Gli episodi sono andati in onda senza un titolo. In Italia la stagione è trasmessa su La EFFE dall'8 marzo 2015.
| nº | Episodio   | Prima TV Francia | Prima TV Italia |
| -- | ---------- | ---------------- | --------------- |
| 1  | Episodio 1 | 4 febbraio 2013  | 8 marzo 2015    |
| 2  | Episodio 2 | 4 febbraio 2013  | 15 marzo 2015   |
| 3  | Episodio 3 | 11 febbraio 2013 | 22 marzo 2015   |
| 4  | Episodio 4 | 11 febbraio 2013 | 29 marzo 2015   |
| 5  | Episodio 5 | 18 febbraio 2013 | 5 aprile 2015   |
| 6  | Episodio 6 | 18 febbraio 2013 | 12 aprile 2015  |
| 7  | Episodio 7 | 25 febbraio 2013 | 19 aprile 2015  |
| 8  | Episodio 8 | 25 febbraio 2013 | 26 aprile 2015  |